# Callipia vicinaria
Callipia vicinaria là một loài bướm đêm trong họ Geometridae.